# 日本の山
この項目では日本の山（にほんのやま）について述べる。

## 概要

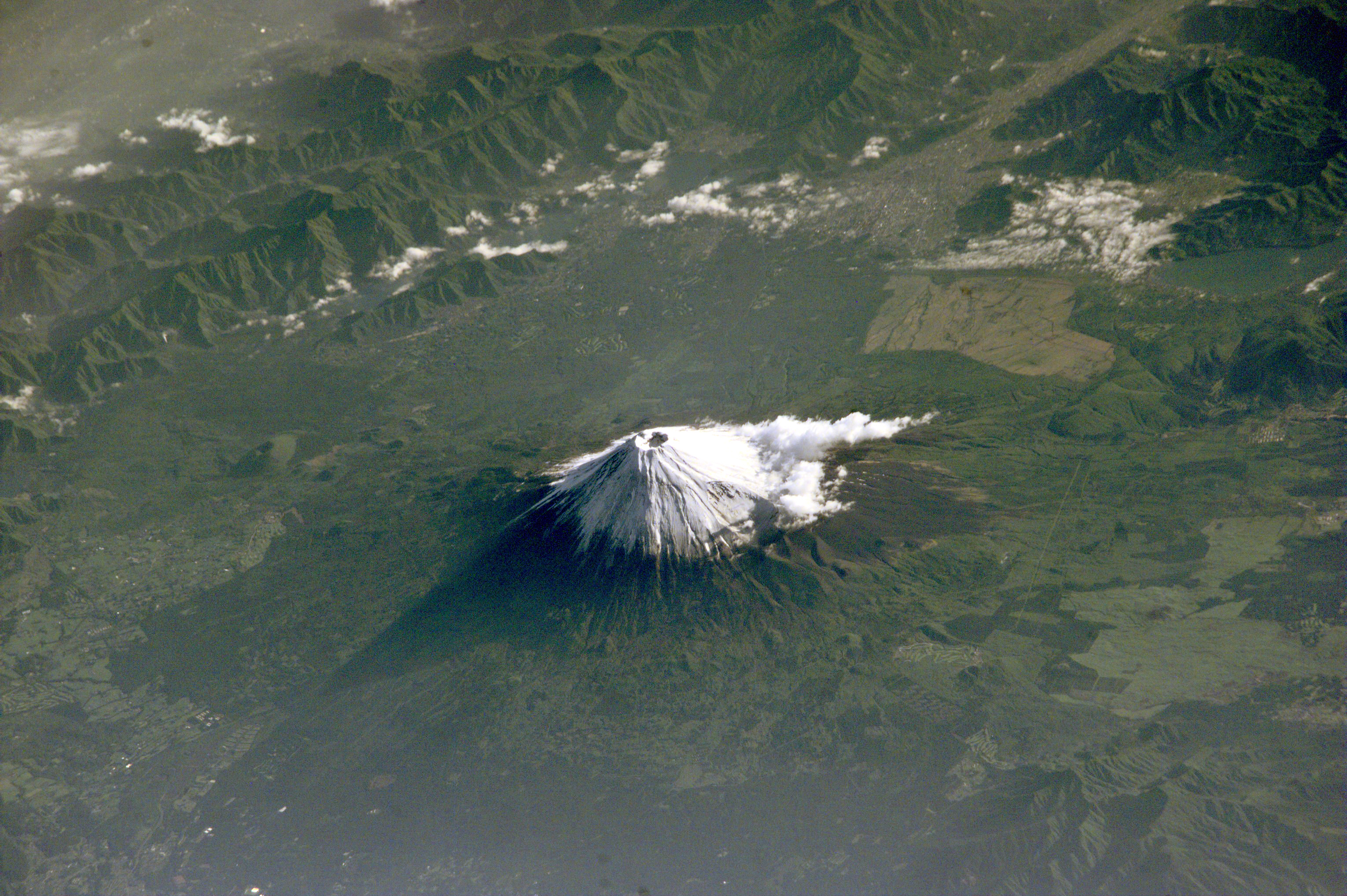
日本最高峰の富士山

日本の領土に占める山間部の割合はおよそ7割程度である。2020年現在、日本で一番高い山は富士山で、逆に一番低い山は日和山である。日本は新期造山帯に位置し、多くの火山が見られる。日本では昔から人々が山と共生する文化が培われてきた。それらの山は里山とよばれ、農村などでは山を共有地として村全体で管理し、薪をとったり土や山菜などを利用する目的で利用され、手入れをされてきた。しかし、明治時代になるとそれらの山の中には国有地にされてしまったものも多く存在する。また、日本の山の中には霊峰とよばれ、民間信仰の場にされた山も多くある。山の中には昔から金山や銀山として、近代では銅や石炭などを入手するため多くの鉱山が作られ、鉱毒や粉塵などが問題になった。特に近代において、山林の多くで木材を得るための大規模な伐採などが行われた。大規模に伐採されたところでは成長の早い杉を植え、それが現在の森林の保水能力（緑のダムとしての能力）の低下や花粉症の蔓延などを引き起こす原因となっている。また、山を大規模に削った宅地造成やゴルフ場の開発などが問題となっている。もともとはブナが多い日本の山間であったが、現在では杉が大部分を占め、檜なども植えられている（人工林）。人工林は木造住宅の多い日本において重要な役割を果たしてきたが、輸入木材の普及とともに国産木材は競争力を失い、林業における後継者不足もあいまって、手入れが行き届かない状態になっているものも多い。それらの人工林では間伐が行われないため日照が悪くなるなど荒れた状態が続いている。日本ではほとんどの人が都市部（主に平野部）に住むと言われている。山間部では近年過疎化が進んだことや、里山を利用する機会が減ったこと等も人々と山の共生のバランスを崩す原因となっている。